# Val McDermid
Val McDermid, född den 4 juni 1955 i Kirkcaldy, är en skotsk författare. Hon är känd som författare av kriminalromaner.

## Biografi
McDermid föddes på den skotska östkusten. Hon läste på St Hilda's College, Oxford. Hon antogs redan som sjuttonåring, en av de yngsta som någonsin antagits där, och den första som kom från en statlig skola i Skottland. Hon hade engelska som huvudämne och ville tidigt bli författare, men valde att utbilda sig till journalist.
Under journalistutbildningen gav hon sig i kast med att skriva sin första roman. Efter att ha blivit avvisad av flera bokförlag skrevs romanen om till en teaterpjäs. Hon ombads att skriva flera pjäser, men upplevde sig inte som tillräckligt duktig för att kunna försörja sig på detta.
Istället skrev hon en kriminalroman, Report for murder, som publicerades 1987. År 1991 sade hon upp sig från sitt jobb för att ägna sig åt sitt författarskap på heltid.
McDermid har skrivit flera olika serier. En serie handlar om privatdetektiven Kate Brannigan, en annan handlar om poliskommissarien Carol Jordan och profileraren Tony Hill (även en berömd TV-serie Mord i sinnet). Av böckerna i hennes första serie, den om journalisten Lindsay Gordon, har endast den sista översatts till svenska.
Den senaste serien har som huvudperson polisinspektören Karen Pirie, som främst arbetar med gamla olösta fall.

### Serien om Lindsay Gordon
- Report for Murder, 1987
- Common Murder, 1989
- Final Edition, 1991
- Union Jack, 1993
- Booked for Murder, 1996
- I terrorns skugga, 2007 (Hostage to Murder, 2003). Svensk översättning: Lena Karlin

### Serien om Kate Brannigan
- Dödslagen, 1993 (Dead Beat, 1992). Även som "Dödligt spel: Kate Brannigans första fall" 2002. Svensk översättning: Annika Preis
- Glashus: Kate Brannigans andra fall, 1995 (Kick Back, 1993). Svensk översättning: Agneta Rehder
- Crackjakt: Kate Brannigans tredje fall, 1995 (Crack Down, 1994). Svensk översättning: Agneta Rehder
- Clean Break, 1995
- Blå gener: Kate Brannigans fjärde fall, 1997 (Blue Genes, 1996). Svensk översättning: Agneta Rehder
- Stjärnspådd, 2002 (Star Struck, 1998). Svensk översättning: Hans Berggren

### Serien om Carol Jordan och Tony Hill
- Sjöjungfrun sjöng sin sång, 1996 (The Mermaids Singing, 1995). Svensk översättning: Agneta Rehder
- Under ingrodda ärr, 1998 (The Wire in the Blood, 1997). Svensk översättning: Molle Kanmert
- Den sista frestelsen, 2003 (The Last Temptation, 2002). Svensk översättning: Johan Nilsson
- Andras plåga, 2005 (The Torment of Others, 2004). Svensk översättning: Johan Nilsson
- Med gift i blodet, 2008 (Beneath the Bleeding, 2007). Svensk översättning: Nille Lindgren
- I mördarens nät, 2010 (Fever of the Bone, 2009). Svensk översättning: Lena Karlin
- Hämndens skugga, 2012 (The Retribution, 2011). Svensk översättning: Lena Karlin
- Brända broar, 2013 (Cross and Burn, 2013). Svensk översättning: Lena Karlin
- Det svarta nätet, 2017 (Splinter the Silence, 2015). Svensk översättning: Lena Karlin
- Insidious Intent, 2017
- How the dead speak, 2019

### Serien om Karen Pirie
- Ett fjärran eko, 2004 (The Distant Echo, 2003). Svensk översättning: Johan Nilsson
- Mörka domäner, 2009 (A Darker Domain, 2008). Svensk översättning: Ulla Danielsson
- Döden vittnar, 2016 (The Skeleton Road, 2014). Svensk översättning: Lena Karlin.
- Över gränsen, 2018 (Out of Bounds, 2016). Svensk översättning: Lena Karlin.
- Broken Ground (2018).

### Övriga spänningsböcker
- Dödsdomen, 2001 (A Place of Execution, 1999). Svensk översättning: Johan Nilsson
- Imitatören, 2002 (Killing the Shadows, 2000). Svensk översättning: Johan Nilsson
- Crime in the Skin, 2006
- Bounty: myteristens återkomst, 2006 (The Grave Tattoo, 2006). Svensk översättning: Lena Karlin
- Mörkrets gärning, 2010 (Trick of the Dark, 2010). Svensk översättning: Ulla Danielsson
- Flyktpunkten, 2013 (The Vanishing Point, 2012). Svensk översättning: Lena Karlin.

### Faktaböcker
- Bodies of Evidence, 2014
- Brottets gåta: Kriminaltekniken inifrån, 2015 (Forensics - The Anatomy of Crime, 2014). Svensk översättning: Lena Kamhed

### The Austen Project
- Northanger Abbey, 2014

## Priser och utmärkelser
- The Gold Dagger 1995 för The mermaids singing